# Rabat-Salé-Zemmour-Zaēr

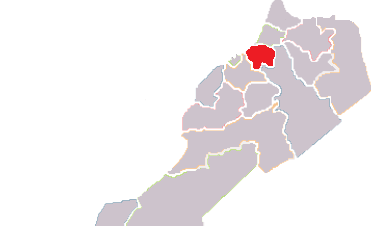
Läge i Marocko.

Rabat-Salé-Zemmour-Zaēr var 1997–2015 en av Marockos regioner. Den hade 2 366 494 invånare (2 september 2004) på en yta av 10 226 km². Regionens administrativa huvudort var Rabat, som även är Marockos huvudstad.

## Administrativ indelning
Regionen var indelad i tre prefekturer och en provins:
Prefekturer
- Rabat, Salé, Skhirate-Témara

Provins
- Khémisset

## Större städer
Invånarantal enligt folkräkning (2 september 2004)
- Salé (760 186)
- Rabat (627 932)
- Témara (225 497)
- Khémisset (105 088)
- Tiflet (69 640)
- Skhirate (43 025)